# فيلهلم كونو
فيلهلم كونو (بالألمانية: Wilhelm Cuno) سياسي ألماني (2 يوليو 1876-3 يناير 1933). تولى منصب المستشار في جمهورية فايمار من 22 نوفمبر 1922 إلى 12 أغسطس 1923.